# Liste der Baudenkmäler in Hiddingsen
Die Liste der Baudenkmäler in Hiddingsen enthält die denkmalgeschützten Bauwerke auf dem Gebiet von Soest-Hiddingsen in Nordrhein-Westfalen (Stand: 1. November 2019). Diese Baudenkmäler sind in der Denkmalliste der Stadt Soest eingetragen; Grundlage für die Aufnahme ist das Denkmalschutzgesetz Nordrhein-Westfalen (DSchG NRW).

| Bild | Bezeichnung         | Lage                           | Beschreibung | Bauzeit                                 | Eingetragen seit | Denkmal- nummer |
| ---- | ------------------- | ------------------------------ | ------------ | --------------------------------------- | ---------------- | --------------- |
| BW   | Hofanlage           | Hiddingsen Am Denkmal 16 Karte |              | frühes 18. Jh, teilw. 2. Hälfte 19. Jh. | 04.02.2008       | 641             |
| BW   | Ehrenmal            | Hiddingsen Am Denkmal Karte    |              |                                         | 20.04.2012       | 655             |
| BW   | Feuerwehrgerätehaus | Hiddingsen Püttstraße 28 Karte |              | 1912                                    | 20.04.2012       | 656             |

Die Angaben zu Bauzeit und Eintragung in dieser Liste entstammen, wenn nicht anders angegeben, der für diesen Eintrag angeforderten Version der Denkmalliste vom November 2019.